# 穆尤奧爾科山
13°32′33″S 71°57′23″W / 13.54250°S 71.95639°W

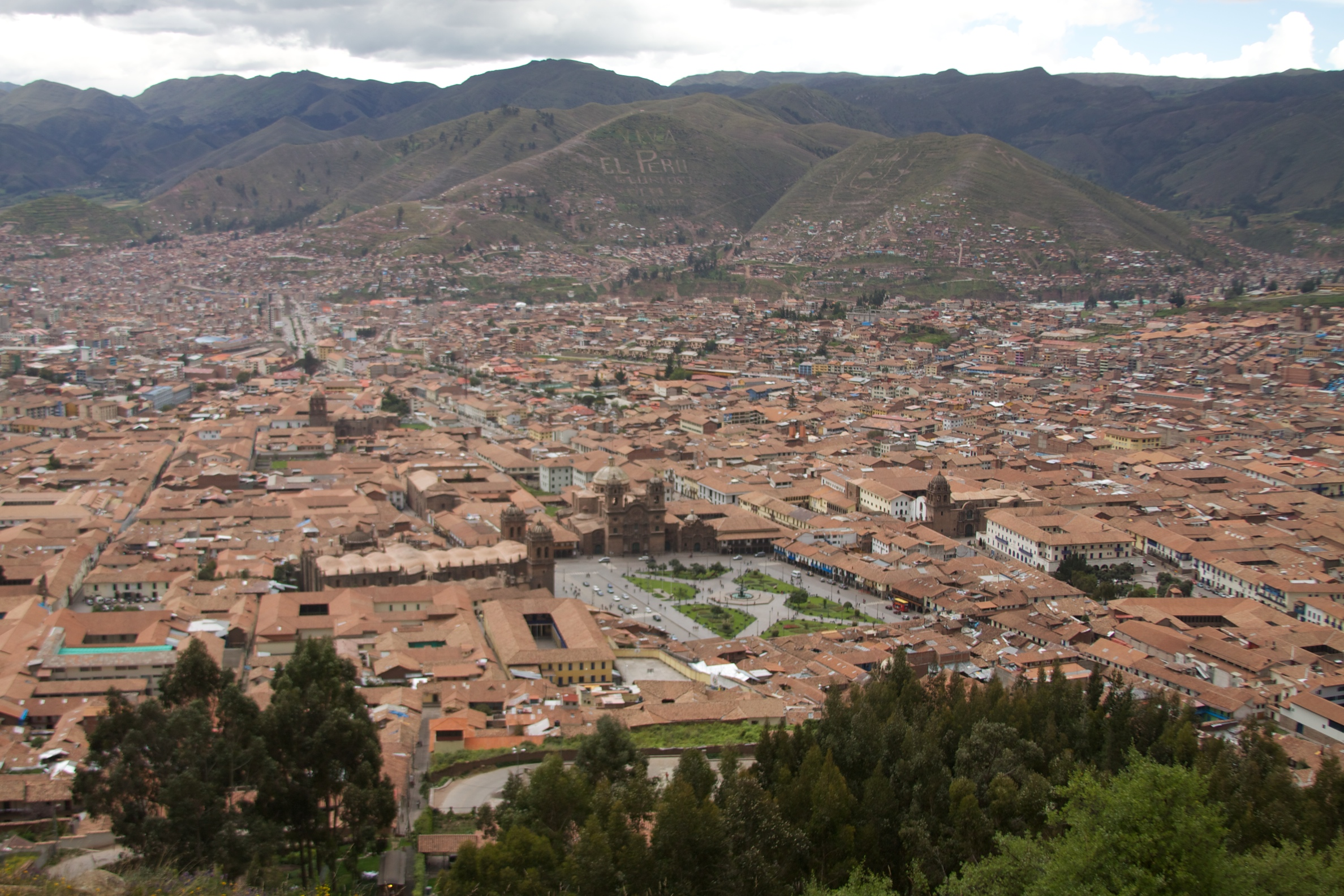

穆尤奧爾科山（Muyu Urqu），是秘魯的山峰，位於該國南部庫斯科大區的庫斯科省，處於阿拉瓦伊卡塔山以東，屬於安第斯山脈的一部分，海拔高度3,400米。